# Missing Maps

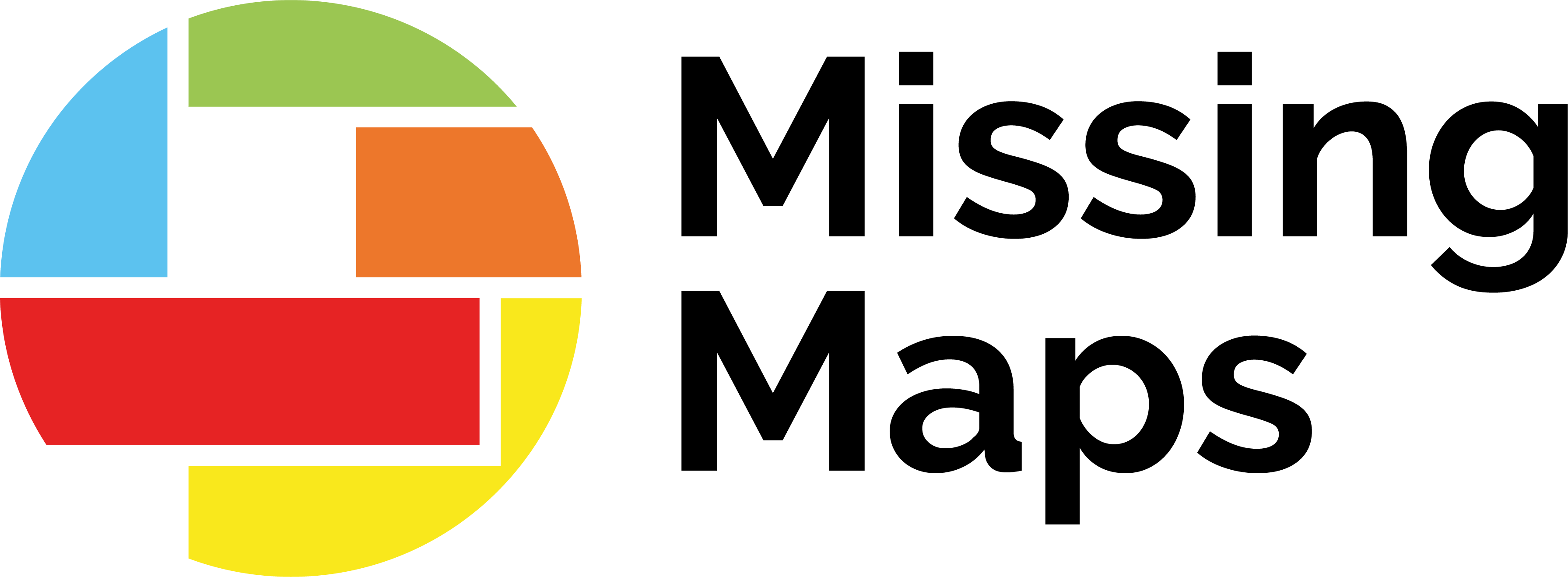
Logo del proyecto

Missing Maps («mapas que faltan») es un proyecto humanitario que se dedica a crear mapas detallados de las partes del mundo que son vulnerables a desastres naturales, conflictos armados y enfermedades epidémicas. Fue fundada en noviembre de 2014 por la Cruz Roja Americana, Cruz Roja Británica, Equipo Humanitario OpenStreetMap y Médicos Sin Fronteras y ha producido mapas de ciudades y localidades importantes en países como Sudán del Sur, República Democrática del Congo y República Centroafricana.

## Antecedentes
El proyecto Missing Maps surgió del entendimiento —por parte de la Cruz Roja Americana, Cruz Roja Británica, Médicos Sin Fronteras y el equipo humanitario de OpenStreetMap— de que los mapas pueden tener un rol crucial en el suministro de ayuda humanitaria. En las guerras civiles, por ejemplo, los mapas pueden ayudar a las organizaciones humanitarias a seguir el movimiento de las poblaciones desplazadas por el conflicto y determinar la mejor forma de llevar a cabo la distribución de alimentos y de artículos no alimentarios. O bien, en el caso de brotes de enfermedades contagiosas, los servicios de emergencia pueden utilizar los mapas para identificar la fuente del brote y determinar los métodos de control de infección más eficaces. A finales de 2014, Baraka en la República Democrática del Congo se convirtió en uno de los proyectos piloto.
El proyecto plantea realizar, de forma anticipada, la cartografía de las zonas vulnerables del mundo y crear mapas muy detallados que estén listos para ser utilizados por las organizaciones que son los primeros en responder en el caso de un desastre, un conflicto o una enfermedad epidémica. Se apoya en una amplia comunidad de voluntarios dispuestos a mapear estas áreas por medio de la cartografía a distancia en línea en la fase inicial. Una vez que estos mapas digitales estén validados por cartógrafos expertos, son enviados a los equipos de campo para su revisión y actualización.

### Objetivos
El objetivo principal del proyecto es la creación de mapas de los lugares más vulnerables en los países en vías de desarrollo, con el propósito de que sean accesibles para las organizaciones no gubernamentales internacionales y locales, así como individuos, que pueden utilizar los mapas y sus datos para mejor responder a las crisis que afectan a estas zonas.
Con el fin de lograr este objetivo, se apoya a OpenStreetMap, y especialmente el Equipo Humanitario de OpenStreetMap (HOT por sus sigla en inglés), a desarrollar tecnologías, habilidades, flujos de trabajo y comunidades de apoyo.

### Ética
Las características éticas del proyecto incluyen las siguientes:
- Transparencia: El uso de OpenStreetMap asegura que todos los datos reunidos bajo la bandera del proyecto serán libres, abiertos y disponibles para uso bajo la licencia libre y abierta de OpenStreetMap.[9]
- Colaboración: Toda la cartografía local y la recolección de datos locales se llevará a cabo en colaboración con la población local y siempre de manera respetuosa.[10]
- Sostenibilidad: Cuando se lleva a cabo el mapeo de una ciudad, es necesario que se ponga en marcha un plan para garantizar que el acceso a la tecnología y la formación de las personas que viven en esa comunidad seguirán siendo disponibles para actualizaciones y revisiones posteriores. Los proyectos Missing Maps enfatizan la construcción de capacidades locales y acceso local; se esfuerza a evitar una recopilación de datos rápida sin una participación significativa de la población local.[11]
- Involucramiento: Los miembros del proyecto Missing Maps contribuyen activamente a los objetivos del proyecto, el repositorio de OpenStreetMap y comunidades beneficiarias, tanto locales como internacionales.[12]
- Participación: Las actividades de Missing Mapas fueron diseñados para ser accesibles y abiertos a la participación de todas las personas individuales que quieren contribuir a los objetivos del proyecto.[13]

## Proceso de cartografía
El mapeo es impulsado en gran medida por la demanda desde el terreno. Las organizaciones humanitarias identifican áreas vulnerables; a continuación, el Equipo Humanitario de OpenStreetMap (HOT) las incluye como tareas en el gestor de tareas para el mapeo remoto. Una vez que un área haya sido cartografiada y validada, los mapas son enviados al personal de campo que trabajan con la población local para viajar en las zonas asignadas y añadir los nombres de las calles y los edificios claves y comprobar si hay errores. Después de finalizar esta fase, los mapas son considerados listos para uso y puestos a disposición en línea de forma gratuita.

### Identificación de áreas vulnerables
Como la catografía se lleva a cabo de manera anticipada, el primer paso consiste en gran parte en un diálogo entre el personal de campo de Médicos Sin Fronteras, la Cruz Roja Británica y la Cruz Roja Americana para identificar áreas vulnerables claves. El personal de campo entiende los desafíos de la implementación de proyectos en el terreno y se dedican frecuentemente a la prestación de asistencia humanitaria de primera línea. A veces, estos desafíos involucran conocer la ubicación de niños desnutridos o la dirección de la diseminación de una enfermedad epidémica. Cuando las oficinas centrales son notificados de estos desafíos, el proyecto Missing Maps pone en marcha una tarea de mapeo remoto en línea.

### Mapeo remoto
Una vez que la tarea está en línea en el gestor de tareas de HOT, las tres organizaciones humanitarias y HOT alertan sus seguidores a través de las redes sociales, el correo electrónico y comunidades de apoyo sobre la tarea de mapeo. Los voluntarios utilizan el administrador de tareas para trazar edificios, calles, pantanos, ríos, y todos los demás puntos de interés sobre imágenes de satélite.
A continuación los validadores voluntarios revisan el mapa creado y determinan si está listo para el mapeo en el terreno.

### Mapeo en el terreno
Después de que los mapas hayan sido declarados listo para el mapeo en el terreno, los voluntarios de campo se encargan de imprimirlos. Ellos trabajan en colaboración con miembros de la población local para recoger datos locales, como los nombres de las carreteras y calles, los asentamientos, el paisaje natural, y la ubicación exacta de la población que se pretende ayudar. Tras añadir estos datos en el mapa en línea, éste está listo para uso.
Para las organizaciones humanitarias, los mapas detallados, validados en el terreno por los propios vecinos, constituyen una herramienta importante que permite planificar las actividades de reducción de riesgos y las de atención de desastres.